# سیارک ۹۰۳۷۶
سیارک ۹۰۳۷۶ (به انگلیسی: 90376 Kossuth، نامگذاری:2003VL)۹۰۳۷۶مین سیارک کشف شده‌است که در ۰۵ نوامبر ۲۰۰۳ کشف شد.